# يوجين إرليخ (أستاذ جامعي)
يوجين إرليخ (بالألمانية: Eugen Ehrlich)‏ هو عالم اجتماع نمساوي، ولد في 14 سبتمبر 1862 في تشيرنوفتسي في أوكرانيا، وتوفي في 2 مايو 1922 في فيينا في النمسا بسبب السكري.

## وصلات خارجية
- يوجين إرليخ على موقع الموسوعة البريطانية (الإنجليزية)